# Otrádnaya (Tijoretsk, Krasnodar)
Otrádnaya (en ruso: Отрадная) es una stanitsa del raión de Tijoretsk del krai de Krasnodar, en Rusia. Está situada a orillas del río Tarapanka, afluente por la derecha del Beisug, 27 km al sur de Tijoretsk y 109 km al nordeste de Krasnodar, la capital del krai. Tenía 1 793 habitantes en 2010.
Es cabeza del municipio Otrádnenskoye.

## Demografía
| 2002  | 2010  |
| ----- | ----- |
| 1 858 | 1 793 |

### Composición étnica
De los 1 858 habitantes que tenía en 2002, el 93.4 % era de etnia rusa, el 2.7 % era de etnia ucraniana, el 0.8 % era de etnia georgiana, el 0.5 % era de etnia azerí, el 0.4 % era de etnia alemana, el 0.3 % era de etnia adigué, el 0.2 % era de etnia bielorrusa, el 0.2 % era de etnia armenia, el 0.1 % era de etnia griega y el 0.1 % era de etnia tártara